# Fighter Destiny 2
 (mars 2019).
Si vous disposez d'ouvrages ou d'articles de référence ou si vous connaissez des sites web de qualité traitant du thème abordé ici, merci de compléter l'article en donnant les références utiles à sa vérifiabilité et en les liant à la section « Notes et références ».
Fighter Destiny 2 (Kakutō Denshō : F-Cup Maniax au Japon) est un jeu vidéo de combat sorti en 1999 sur Nintendo 64. Le jeu a été développé et édité par Imagineer.
Le jeu est la suite de Fighters Destiny.